# ليتا هولينغورث
كانت ليتا ستيتر هولينغورث (25 مايو 1886-27 نوفمبر 1939) اختصاصية نفسية أمريكية والتي أجرت أعمالاً رائدة ومبتكرة في أوائل القرن العشرين. من المتفق عليه عموماً أن هولينغورث قدمت مساهمات كبيرة في ثلاثة مجالات: علم نفس المرأة وعلم النفس السريري وعلم النفس التربوي بالإضافة لأنها عُرفت بعملها مع الأطفال الاستثنائيين.

## النشأة والتعليم

### الولادة
ولدت ليتا ستيتر يوم 25 مايو 1886 في مقاطعة داويس في نبراسكا بالقرب من بلدة شادرون وكانت الطفلة الأولى من بين ثلاثة أطفال ولدوا لمارغريت إلينور دانلي (1862-1890) وجون جورج ستيتر (1856-1943).

### نشأتها
عانت ليتا في طفولتها من صعوبات متعددة، إذ توفيت والدتها بعد ولادة طفلها الثالث عندما كانت ليتا تبلغ من العمر 3 سنوات، وهجرهم والدهم بعد وفاة زوجته. ترعرعت ليتا وأخواتها بعد ذلك عند أجدادهم من طرف الأم -صامويل توماس دانلي (1833–1898) وماري (1838-1904)- في مزرعتهما. تزوج والد ليتا مرة أخرى بعد عشر سنوات من الغياب وأجبر الأطفال على ترك أجدادهم والانتقال إلى فالنتاين في نبراسكا للعيش معه ومع زوجته الجديدة. وصفت ليتا تجربة العيش هناك بأنها أشبه «بالفرن الحار» ويرجع ذلك إلى إدمان الكحول الذي ابتلى به المنزل بالإضافة للإساءات اللفظية والعاطفية التي تعرض لها الأطفال من قبل زوجة أبيهم. كانت المدرسة ملاذ ليتا الوحيد من هذه الحياة المنزلية السيئة. وصفت ليتا تعليمها في مرحلته المبكرة بأنها مدرسة مكونة من غرفة واحدة حيث تلقت تعليماً ممتازاً بشكل فردي. التحقت ليتا بمدرسة فالنتاين الثانوية حيث تميزت في الفصل واكتشفت موهبتها وشغفها بالكتابة. كان ذكاءها العام بالإضافة لروح الدعابة التي تمتعت بها وكانت واضحة سبباً وجيهاً لتعيينها في سن الخامسة عشرة من أجل كتابة أعمدة أسبوعية في جريدة البلدة «ذا فالنتاين ديموكرات». استطاعت الهروب النهائي من المنزل في عام 1902 عندما تخرجت من مدرسة فالنتاين الثانوية.

### درجة البكالوريوس
التحقت بجامعة نبراسكا في لينكولن عندما كان عمرها 16 عاماً فقط إذ ازدهرت أكاديمياً. درست الأدب والكتابة في البداية وكانت تتطلع لأن تصبح كاتبة، ولكنها مع ذلك لم تنشر سلسلة قصصها القصيرة بسبب كونها أنثى. توّلت منصب المحرر الأدبي لصحيفة ديلي نبراسكان والمحرر المساعد لصحيفة سومبريرو ومساعدة لرئيس تحرير كتّاب كبار السن. التقت خلال فترة وجودها في جامعة نبراسكا  بهاري هولينغورث ثم أعلنا خطوبتهما وتزوّجا في 31 ديسمبر 1908. انتقل هاري هولينغورث إلى نيويورك للقيام بعمل الدراسات العليا في جامعة كولومبيا وأكمل الدكتوراه تحت اشراف جيمس كاتيل. بقيت ستيتر في ولاية نبراسكا من أجل إنهاء دراستها الجامعية. تخرجت في عام 1906 مع مرتبة «في بيتا كابا» للشرف وحصلت على درجة البكالوريوس في الآداب إلى جانب شهادة التعليم التي حصلت عليها في الولاية والتي كانت تؤهلها لتدريس اللغة الإنجليزية وآدابها في أي مدرسة ثانوية عامة في ولاية نبراسكا.

### الوظيفة المبكرة والزواج
بدأت تعليمها المهني في مدرستين ثانويتين في نبراسكا، كانت أولها في ديويت في نبراسكا مسقط رأس هاري هولينغورث. عملت مساعدة لمدير المدرسة الثانوية لمدة عام. كان منصبها التعليمي الثاني الذي استمر لمدة عامين في مدينة ماكوك. تطورت في هذه الوظائف حتى انتقلت إلى نيويورك حيث كان خطيبها ينهي الدكتوراه تحت اشراف كاتيل. تمكن هاري عندما حصل على وظيفة أستاذ مساعد في كلية بارنارد من أخذ ليتا إلى نيويورك معه وتزوجا في 31 ديسمبر عام 1908. حاولت ليتا امتهان التدريس في نيويورك ولكنها سرعان ما اكتشفت أن المدينة لديها سياسة تنص على أنه لا يُسمح للنساء المتزوجات بالتدريس. واصلت الكتابة وشغلت نفسها بالأعمال المنزلية ولكنها شعرت أنها غير مجزية ووجدت نفسها تشعر بالملل والإحباط وبدأت تعاني من أعراض الاكتئاب. كان من الصعب تحمل حقيقة أنها على الرغم من تدريبها وتعليمها الجيد لم تتمكن من المساهمة مالياً في زواجها. حاولت الذهاب إلى المدرسة العليا ولكنها مُنعت بسبب التمييز بين الجنسين في ذلك الوقت. بدأت تتساءل عن دور المرأة المتوقع في المجتمع وعدم تساوي الفرص بين المرأة والرجل الأمر الذي أدى لتغير اهتماماتها المهنية إلى التعليم وعلم الاجتماع. تمكنت في عام 1911 بالبدء في الدراسات العليا بفضل منحة بحثية حصل عليها زوجها من كوكاكولا وحصلت على درجة الماجستير في التعليم من جامعة كولومبيا  في عام 1913 وبدأت في عام 1914 العمل في غرفة المقاصة للعيوب العقلية من أجل إجراء اختبارات بينيت للذكاء وسرعان ما أصبحت تحقق أفضل نتائج وأصبحت أثناء ملئ الوظائف في مستشفى بلفيو رئيسة لقسم الاختبارات النفسية وأول عالمة نفسية في مجال الخدمة المدنية في مدينة نيويورك. واصلت هولينغورث رحلتها الأكاديمية لدراسة علم النفس التربوي تحت إشراف إدوارد ل. ثورنديك.

## اهتماماتها في علم النفس العيادي
بدأت العمل بعد أن حصلت على ماجستير بدوام جزئي في دار المقاصة للعيوب العقلية. كانت وظيفتها إدارة اختبارات بينيت للذكاء. كان عليها أن تعلم نفسها كيفية إدارة الاختبارات بسبب نقص الخبرة والتحضير. بدأت الخدمة المدنية في الإشراف على إدارة الاختبارات في عام 1914 وطالب الفاحصون بإجراء اختبارات تنافسية من أجل تحديد قدراتهم. كانت نتائج ليتا جيدة جداً وشغلت هذا المنصب كأول عالمة نفسية تعمل في إطار الخدمة المدنية في نيويورك. ذهبت من هناك للعمل في مركز مستشفى بلفيو. وقد عرض عليها منصب رئيس في المختبر النفسي. أكملت بعد ذلك الدكتوراه في كولومبيا تحت إشراف إدوارد ل.ثورنديك مع الحفاظ على منصبها كاستشارية في علم النفس لصالح قسم شرطة نيويورك. حصلت على الدكتوراه في عام 1916 وقد عرضت على الفور منصب تدريس في كلية كولومبيا للمعلمين وبقيت هناك لبقية حياتها.
على الرغم من أن هولينغورث بدأت التدريس إلا أنها بقيت تكرّس يوم واحد على الأقل من كل أسبوع للعمل في مستشفى بلفيو. ساعدت هناك في إنشاء عيادة تصنيف للمراهقين، وكذلك الجمعية الأمريكية لعلم النفس السريري. شاركت في تطوير المبادئ التوجيهية الأخلاقية لعلم النفس السريري وفي تعزيز المعايير العالمية للتدريب في علم النفس السريري. دربت أيضاً إلى جانب واجباتها التعليمية علماء النفس السريريين وكانت مديرة مدرسة الأطفال الاستثنائيين في بلفيو.

## اختبار الذكاء، والعيوب العقلية والأطفال الاستثنائيون
تحولت اهتمامات هولينغورث في عشرينيات القرن العشرين إلى دراسة الأطفال خاصةً ذوي المواهب العقلية منهم. بدأ اختبار الذكاء وقياس القدرات العقلية في أخذ مكانه في المدارس العامة بسبب الجهود التي بذلها لويس ماديسون تيرمان وشركاؤه كممارسات شائعة بحلول الثلاثينيات. يعتقد ترمان أن اختبار الذكاء هذا كان هاماً من أجل تحديد الأفراد الموهوبين كي يحظوا باهتمام خاص ويساعَدوا على الوصول إلى إمكاناتهم الكاملة ويشاركوا بقوة في المجتمع. كان يعتقد أن الديمقراطية ستستفيد من التمييز بين الخبرات التعليمية لهؤلاء الأفراد الموهوبين والتجارب التعليمية للأفراد غير الموهوبين. على الرغم من إيمانه القوي بهذه الأفكار إلا أنه قضى وقتاً طويلاً في تقديم اقتراحات ملموسة بشأن كيفية تغيير المناهج الدراسية من أجل تلبية الاحتياجات المحددة للأطفال الموهوبين. ولكن ليتا ستيتر كانت نشطة في تطوير الاستراتيجيات التعليمية المتعلقة بتنمية الطلاب الموهوبين، أجرت ليتا الكثير من أعمالها في نفس الوقت الذي قام به تيرمان وعلى الرغم من أن الاثنين لم يلتقيا أبداً إلا أنهما أكنّا احتراماً كبيراً لبعضهما البعض. على الرغم من تداخل العديد من وجهات نظرهم إلا أن الإثنين لم يتفقا على نقطة رئيسية. اعتقد تيرمان، مرة أخرى أن الذكاء كان سمة وراثية يركز فقط على تعريفه ووصفه، أما هولينغورث فاعترفت بدور الوراثة، لكنها اعتقدت أيضاً أن العوامل البيئية والتعليمية كان لها تأثير كبير على تطوير الذكاء. كانت أكثر اهتماماً -كنتيجة لهذا الاعتقاد- بكيفية رعاية الأطفال الموهوبين وتعليمهم بشكل صحيح.

## روابط خارجية
- ليتا هولينغورث على موقع الموسوعة البريطانية (الإنجليزية)